# Wiesław Malicki
Wiesław Malicki (ur. 17 sierpnia 1935 we Lwowie, zm. 15 maja 2011 w Opolu) – polski poeta, dziennikarz i aforysta. Doktor nauk humanistycznych, absolwent Studium Nauczycielskiego w Krakowie, Wyższej Szkoły Pedagogicznej w Opolu, Podyplomowego Studium Dziennikarskiego na Uniwersytecie Śląskim w Katowicach.  Wieloletni prezes Nauczycielskiego Klubu Literackiego działającego przy ZNP w Opolu. Członek Zarządu Opolskiego Oddziału Związku Literatów Polskich (ZLP).
Wiesław Malicki debiutował jako poeta w 1962 r. Posiada niemały dorobek literacki i publicystyczny. Jest autorem wielu tomików wierszy i aforyzmów. Mistrz krótkich form poetyckich, zadziwiających celnością słowa i lakonicznością wypowiedzi artystycznej. Pisał również opowiadania i sztuki teatralne, okazjonalnie tłumaczył z literatury rosyjskiej.  
Za swoją twórczość i działalność kulturalną otrzymał Nagrodę Marszałka Województwa Opolskiego. Odznaczony Złotym Krzyżem Zasługi oraz Medalem Komisji Edukacji Narodowej. 
Był delegatem na XXX Walny Zjazd ZLP w 2011 r.
Wiesław Malicki zmarł w wyniku doznanych obrażeń do jakich doszło w wypadku samochodowym.